# Pandemis
Pandemis is een geslacht van vlinders uit de familie van de bladrollers (Tortricidae) en de onderfamilie Tortricinae.

## Soorten
- P. acumipenita Liu & Bai, 1983
- P. canadana Kearfott, 1905
- P. capnobathra (Meyrick, 1930)
- P. caryocentra Diakonoff, 1960
- P. cataxesta Meyrick, 1937
- P. cerasana (Hübner, 1786)
- P. cerioschema (Meyrick, 1934)
- P. cinnamomeana (Treitschke, 1830)
- P. corylana (Fabricius, 1794)
- P. croceocephala (Diakonoff, 1961)
- P. croceotacta (Diakonoff, 1960)
- P. crocograpta (Meyrick, 1933)
- P. curvipenita Liu & Bai, 1982
- P. chlorograpta Meyrick, 1931
- P. chondrillana (Herrich-Schäffer, 1860)
- P. dispersa (Diakonoff, 1960)
- P. dryoxesta Meyrick, 1920
- P. dumetana (Treitschke, 1835)
- P. electrochroa (Diakonoff, 1977)
- P. emptycta Meyrick, 1937
- P. euphana (Diakonoff, 1960)
- P. euryloncha (Diakonoff, 1973)
- P. eustropha (Bradley, 1965)
- P. griveaudi (Diakonoff, 1960)
- P. heparana (Denis & Schiffermüller, 1775)
- P. ianus (Diakonoff, 1970)
- P. inouei Kawabe, 1968
- P. isotetras (Meyrick, 1934)
- P. jamaicana (Walker, 1863)

- P. lamprosana (Robinson, 1869)
- P. lichenosema (Diakonoff, 1970)
- P. limitata (Robinson, 1869)
- P. marginumbra (Diakonoff, 1960)
- P. metallochroma (Diakonoff, 1947)
- P. minuta (Diakonoff, 1960)
- P. monticolana Yasuda, 1975
- P. niphostigma (Diakonoff, 1960)
- P. oculosa (Diakonoff, 1960)
- P. orophila (Bradley, 1965)
- P. pauliani (Diakonoff, 1960)
- P. perispersa (Diakonoff, 1970)
- P. phaedroma Razowski, 1978
- P. phaenotherion Razowski, 1978
- P. phaiopteron Razowski, 1978
- P. plutosema (Diakonoff, 1960)
- P. pyrusana Kearfott, 1907
- P. quadrata Liu & Bai, 1983
- P. rectipenita Liu & Bai, 1982
- P. refracta (Diakonoff, 1960)
- P. regalis (Diakonoff, 1960)
- P. retroflua (Diakonoff, 1960)
- P. rotundata (Diakonoff, 1960)
- P. sclerophylla (Diakonoff, 1960)
- P. stalagmographa (Diakonoff, 1960)
- P. stalamographa (Diakonoff, 1960)
- P. stipulaceana (Mabille, 1900)
- P. straminocula (Diakonoff, 1960)
- P. subovata (Diakonoff, 1970)
- P. tarda (Diakonoff, 1963)
- P. xanthacra (Diakonoff, 1960)
- P. xylophyes (Diakonoff, 1960)